# Club Baloncesto Gran Canaria
El Club Baloncesto Gran Canaria, conocido por motivos de patrocinio como Dreamland Gran Canaria, es un equipo profesional de baloncesto de la ciudad de Las Palmas de Gran Canaria. Participa en la Liga ACB de España.
Entre 1988 y abril de 2014 disputó sus encuentros en el CID (Centro Insular de Deportes), considerado un "fortín". El 8 de abril de 2014 se trasladó al nuevo pabellón de 10 100 espectadores, Gran Canaria Arena junto al Estadio de Gran Canaria. El primer partido oficial fue el 1 de mayo contra el F. C. Barcelona.

## Historia
Fundado en 1963, en la temporada 2024-25 cumple la 34.ª participación, 30 de ellas consecutivas, en la máxima categoría del baloncesto español, siendo el décimo equipo de España por número de temporadas en ACB. Contabiliza 20 clasificaciones para el play-off al título de Liga, 19 participaciones en Copa del Rey (3 de ellas en el formato antiguo), 20 actuaciones en competiciones europeas, más una renuncia por falta de patrocinador en la 2013-14 y 4 participaciones en la Supercopa.

### Fundación
El actual CB Gran Canaria nació en el año 1963 dentro del Colegio Claret y durante muchos años jugó con el nombre de dicha entidad. Tras los buenos resultados en las competiciones escolares, se decidió federar al equipo que pasó a integrarse en la Segunda División.
Hasta el año 1984, su primer equipo militaría en esa categoría y es ese mismo año cuando se decide a confeccionar unos estatutos propios para tener personalidad jurídica independiente. Dichos estatutos son aprobados el 22 de mayo de 1985 por lo que el equipo pasa a denominarse Claret Club de Baloncesto.

### Primer ascenso a ACB
En la temporada 1984-85 se logra el ascenso a la Liga ACB, bajo la denominación de Claret Bofill y jugando sus partidos en el Pabellón Municipal de Tamaraceite en su debut en la máxima categoría, que no puede conservar bajando de nuevo a la Primera División B, jugando la siguiente temporada con la denominación de Coronas Las Palmas. Asciende de nuevo a la Liga ACB en la temporada 1987-88 con el nombre de Toshiba Las Palmas, pasando en la temporada siguiente a denominarse C. B. Gran Canaria en un intento de reivindicar al Club como exponente de donde asienta su masa social. En su regreso a la ACB, estrena nuevo pabellón en septiembre de 1988, el Centro Insular de Deportes. Tras dos temporadas en la Liga ACB, descendió nuevamente a la Primera División B para recuperar de nuevo su plaza en la máxima categoría en la temporada 1991-92.
Por exigencias del Consejo Superior de Deportes se hace de obligado cumplimiento la transformación del Club en Sociedad Anónima Deportiva,la cual se constituye el 30 de junio de 1992 después de un apoyo incondicional por parte de las instituciones locales (Cabildo Insular, Ayuntamiento,...) y el accionariado privado. Después de varias temporadas en la categoría de plata del baloncesto español (Primera División y Liga EBA), en la temporada 1994-95, el actual Gran Canaria lograba el campeonato de la Liga EBA y el ascenso automático por cuarta vez a la Liga ACB. Desde entonces ha militado en la máxima categoría del baloncesto español de forma ininterrumpida.

### Estabilidad en la élite
La temporada 2006-07 supuso la duodécima participación consecutiva en la Liga ACB. Fue la temporada donde se obtuvo el mayor número de victorias (23) y en la que se consiguió permanecer imbatibles en toda la segunda vuelta de la fase regular de la ACB, en el Centro Insular de Deportes.
El Gran Canaria participó por sexto año en los play-off (quinto año consecutivo), en la fase final de la Copa del Rey (quinta temporada y tercera consecutiva) y un año más (el tercero) en la competición europea, la Copa ULEB.
En la temporada 2007-08 no se consiguen los objetivos iniciales, quedando fuera de la fase final de la Copa del Rey y de los play-off finales, obteniendo un noveno puesto que permite al club participar en la Copa ULEB, en su actual denominación de Eurocup.
En la temporada 2008-09 el equipo logró ser líder durante una jornada después de vencer al Unicaja Málaga en el CID, finalizando una gran primera vuelta en la que se consiguen 10 victorias el equipo se clasifica para la disputa de la Copa del Rey disputada en el Palacio de los Deportes de Madrid donde cae en cuartos de final ante el Unicaja Málaga.
Durante la segunda vuelta se logran otras 10 victorias que clasifican al equipo para los play-off por el título. Su rival en cuartos de final fue su verdugo en Copa el Unicaja de Málaga. En el primer partido en Málaga hubo victoria 90-96, pero el Unicaja remontó ganando en el CID y el tercer y último partido en Málaga lo que supuso la eliminación.
La temporada 2008-09 será recordada por la consecución de 12 victorias consecutivas como local siendo el mejor registro del equipo en liga ACB e igualando con 7 victorias consecutivas la marca conseguida en la temporada 2005-06. El sexto puesto final permite jugar una vez más en competición europea.
La temporada 2009-10 se inició con las bajas del escolta canadiense Carl English y el pívot inglés Joel Freeland, además del base Mario Bruno Fernández. Estas bajas fueron cubiertas con las incorporaciones del escolta Jaycee Carroll, el base Tomás Bellas y la vuelta de Will McDonald procedente del TAU. La temporada empezó con la participación en la Supercopa disputada en Gran Canaria donde el equipo sucumbió ante el Regal F. C. Barcelona que acabó ganando el torneo.
La temporada se caracterizó por buenas actuaciones en el CID, como la derrota del F. C. Barcelona y pobres resultados como visitante. Aun así el equipo logró clasificarse para la disputa de los play-offs, siendo derrotado en cuartos ante el F. C. Barcelona. En Europa se consiguieron los que eran los mejores resultados del club hasta ese momento alcanzando los cuartos de final de la Eurocup y quedándose a las puertas de la final a cuatro.
La temporada 2010-11 se inició renovando la plantilla con incorporaciones de jóvenes como Xavi Rey y Javier Beirán, además de los americanos Taurean Green, Michael Bramos, Spencer Nelson, y CJ Wallace.
Tras una primera vuelta en la que se consiguió la clasificación para la Copa del Rey, la segunda estuvo marcada por las lesiones de Sitapha Savané y Xavi Rey dejando al equipo sin pívots y obligando al entrenador Pedro Martínez a echar mano del canterano Samuel Domínguez, así como del base Taureen Green, sustituido por otro jugador de la casa, Alvarado.
Sin embargo el equipo logró una racha de 11 victorias en 12 partidos aupándole en el 5.º puesto de la clasificación. En los playoffs el equipo cayó derrotado por 2-0 contra el Caja Laboral. El escolta Jaycee Carroll fue elegido mejor escolta y se proclamó máximo anotador de la liga por segundo año consecutivo.

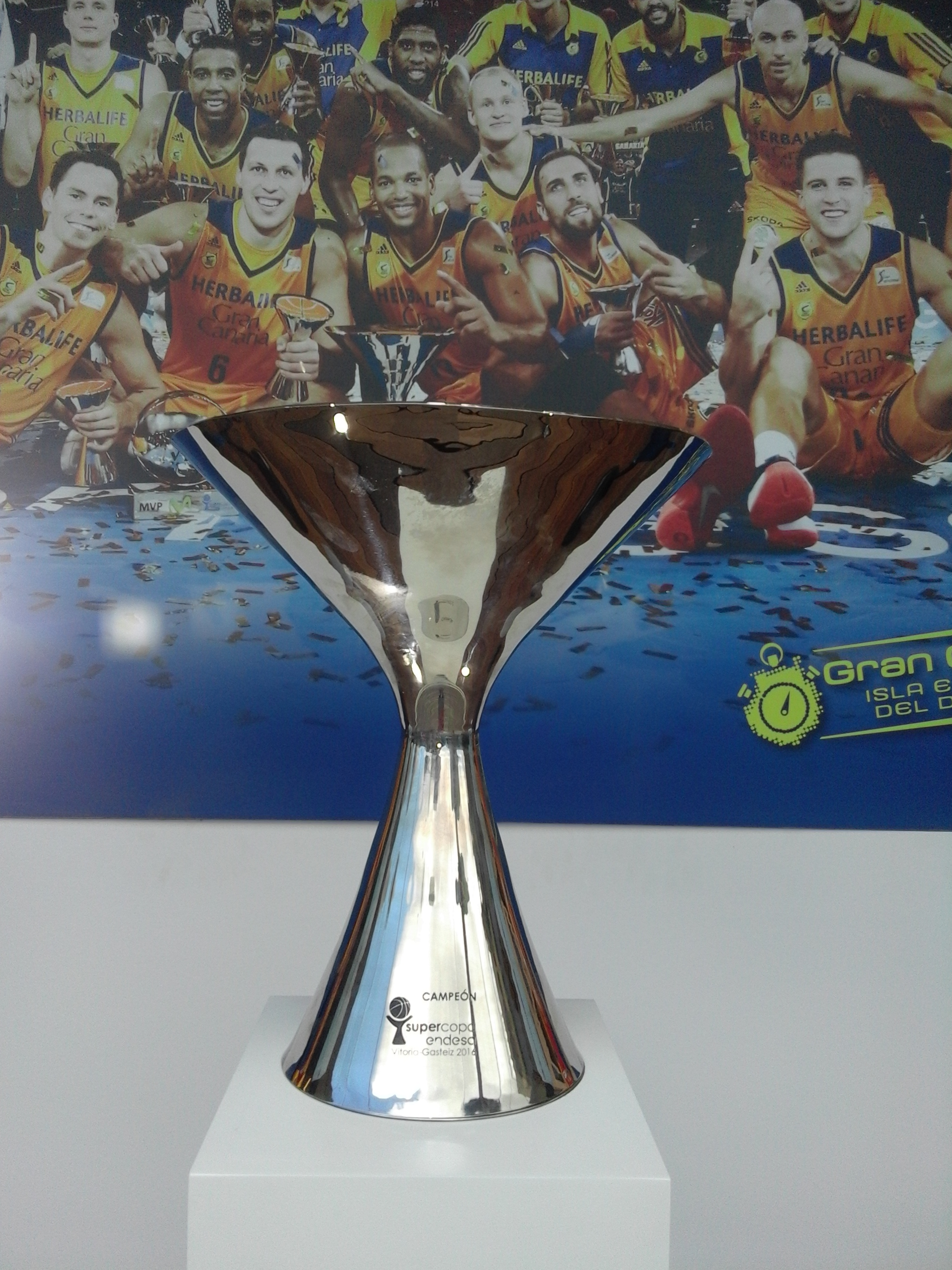
Trofeo de la Supercopa 2016 expuesto en el Cabildo Insular de Gran Canaria.

En la temporada 2012-13 alcanzó por primera vez semifinales tanto en copa del rey como en los playoff de la liga, obteniendo un cuarto puesto que es la mejor clasificación de la historia. Al año siguiente batió otro récord al ganar 22 partidos en liga regular, si bien no superó la clasificación del año anterior al ser eliminado en cuartos de final ante Unicaja Málaga.
En la temporada 2014-2015 consiguió su mayor éxito hasta el momento al proclamarse subcampeón de Eurocup en su undécima participación continental cayendo en la final a doble vuelta frente a Khimki BC de Moscú, además consiguió el récord de victorias de la competición ganando 21 en los 24 encuentros disputados. Walter Tavares fue elegido en el mejor quinteto, Kyle Kuric en la segunda formación y Aíto García Reneses como mejor entrenador del torneo. Por otro lado logró clasificarse por derecho propio para la disputa de la Copa del Rey de baloncesto 2015, de la que era anfitrión, cayendo en cuartos de final frente al Club Joventut de Badalona. Dicha temporada la acabó en octava posición tras perder en cuartos de final ante el Real Madrid.
En mayo de 2015 recibió la placa de Oro de la Real Orden del Mérito Deportivo, la mayor distinción que se otorga en España a una entidad deportiva.
En la temporada 2015-2016 logró otro éxito en la Copa del Rey 2016 disputada en La Coruña, donde se proclama subcampeón, cayendo con el Real Madrid en la final a la que llegó tras eliminar a Valencia Basket en los cuartos de final y a Bilbao Basket en semifinales. Terminó la temporada en 5.º lugar de la liga regular y fue eliminado por Baskonia en cuartos de la eliminatoria. Además alcanzó una nueva semifinal de la Eurocup, cayendo ante el Galatasaray, a la postre campeón del torneo.
La temporada 2016-17 la comienza con un hito histórico al lograr el primer título de su historia, la Supercopa, disputada en Vitoria el 24 de septiembre de 2016, al ganar en la final al Barcelona Lassa por 79-59.
En la temporada 2017-18 consiguió la mejor clasificación de su historia, llegando a semifinales de los playoff y terminando 4.º. Con esta clasificación se alcanzó otro hito al conseguir la clasificación para la Euroliga por primera vez en la historia. En 2023 obtuvo su primer título internacional, al proclamarse campeón de la Eurocup, imponiéndose en la final al Turk Telekom por 71-67. De esta manera consiguió su segunda clasificación para la Euroliga 2023-24. No obstante renunció a la participación en la máxima competición europea por motivos económicos.
En la temporada 2025-26, el club se inscribió en la Liga de Campeones de baloncesto, siendo así su primera participación en la competición.

## Historial
| Temporada                | Nivel          | División       | Pos.           | Resultado            | LR             | PO             | Copa del Rey     | Otras copas    | Otras copas    | Competición europea | Competición europea | Competición europea |
| Colegio Claret           | Colegio Claret | Colegio Claret | Colegio Claret | Colegio Claret       | Colegio Claret | Colegio Claret | Colegio Claret   | Colegio Claret | Colegio Claret | Colegio Claret      | Colegio Claret      | Colegio Claret      |
| ------------------------ | -------------- | -------------- | -------------- | -------------------- | -------------- | -------------- | ---------------- | -------------- | -------------- | ------------------- | ------------------- | ------------------- |
| 1962–63                  | 3              | 2.ª División   | 7              | –                    | –              | –              | –                | –              | –              | –                   | –                   | –                   |
| 1963–64                  | 3              | 2.ª División   | 9              | –                    | –              | –              | –                | –              | –              | –                   | –                   | –                   |
| 1964–65                  | 3              | 2.ª División   | 7              | –                    | –              | –              | –                | –              | –              | –                   | –                   | –                   |
| 1965–66                  | 3              | 2.ª División   | 8              | –                    | –              | –              | –                | –              | –              | –                   | –                   | –                   |
| 1966–67                  | 3              | 2.ª División   | 10             | –                    | –              | –              | –                | –              | –              | –                   | –                   | –                   |
| 1967–68                  | 3              | 2.ª División   | 7              | –                    | –              | –              | –                | –              | –              | –                   | –                   | –                   |
| 1968–69                  | 3              | 2.ª División   | 8              | –                    | –              | –              | –                | –              | –              | –                   | –                   | –                   |
| 1969–70                  | 3              | 2.ª División   | 5              | –                    | –              | –              | –                | –              | –              | –                   | –                   | –                   |
| 1970–71                  | 3              | 2.ª División   | 10             | –                    | –              | –              | –                | –              | –              | –                   | –                   | –                   |
| 1971–72                  | 3              | 2.ª División   | 3              | –                    | –              | –              | –                | –              | –              | –                   | –                   | –                   |
| 1972–73                  | 3              | 2.ª División   | 3              | –                    | –              | –              | –                | –              | –              | –                   | –                   | –                   |
| 1973–74                  | 3              | 2.ª División   | 5              | –                    | –              | –              | –                | –              | –              | –                   | –                   | –                   |
| 1974–75                  | 3              | 2.ª División   | 7              | –                    | –              | –              | –                | –              | –              | –                   | –                   | –                   |
| 1975–76                  | 3              | 2.ª División   | 7              | –                    | –              | –              | –                | –              | –              | –                   | –                   | –                   |
| 1976–77                  | 3              | 2.ª División   | 7              | –                    | –              | –              | –                | –              | –              | –                   | –                   | –                   |
| 1977–78                  | 3              | 2.ª División   | 8              | –                    | –              | –              | –                | –              | –              | –                   | –                   | –                   |
| 1978–79                  | 3              | 2.ª División   | 8              | –                    | –              | –              | –                | –              | –              | –                   | –                   | –                   |
| 1979–80                  | 3              | 2.ª División   | 6              | –                    | –              | –              | –                | –              | –              | –                   | –                   | –                   |
| 1980–81                  | 3              | 2.ª División   | 10             | –                    | –              | –              | –                | –              | –              | –                   | –                   | –                   |
| 1981–82                  | 3              | 2.ª División   | 10             | –                    | –              | –              | –                | –              | –              | –                   | –                   | –                   |
| 1982–83                  | 3              | 2.ª División   | 7              | Ascenso              | –              | –              | –                | –              | –              | –                   | –                   | –                   |
| 1983–84                  | 2              | 1.ª División B | 2              | –                    | –              | 3–2            | –                | –              | –              | –                   | –                   | –                   |
| 1984–85                  | 2              | 1.ª División B | 1              | Ascenso              | 19–7           | –              | –                | –              | –              | –                   | –                   | –                   |
| Claret Bofill            |                |                |                |                      |                |                |                  |                |                |                     |                     |                     |
| 1985–86                  | 1              | Liga ACB       | 15             | Descenso             | 7–21           | 1–2            | –                | –              | –              | –                   | –                   | –                   |
| Coronas Las Palmas       |                |                |                |                      |                |                |                  |                |                |                     |                     |                     |
| 1986–87                  | 2              | 1.ª División B | 4              | –                    | 14–8           | 8–4            | –                | –              | –              | –                   | –                   | –                   |
| Toshiba Las Palmas       |                |                |                |                      |                |                |                  |                |                |                     |                     |                     |
| 1987–88                  | 2              | 1.ª División B | 3              | Ascenso              | 14–8           | 8–4            | –                | –              | –              | –                   | –                   | –                   |
| C. B. Gran Canaria       |                |                |                |                      |                |                |                  |                |                |                     |                     |                     |
| 1988–89                  | 1              | Liga ACB       | 18             | Playoffs de Descenso | 17–19          | 3–0            | Octavos de final | –              | –              | –                   | –                   | –                   |
| 1989–90                  | 1              | Liga ACB       | 23             | Descenso             | 13–23          | 2–6            | Primera Ronda    | –              | –              | –                   | –                   | –                   |
| 1990–91                  | 2              | 1.ª División   | 1              | Ascenso              | 32–10          | –              | –                | –              | –              | –                   | –                   | –                   |
| 1991–92                  | 1              | Liga ACB       | 23             | Descenso             | 10–24          | 4–6            | Primera Ronda    | –              | –              | –                   | –                   | –                   |
| 1992–93                  | 2              | 1.ª División   | 9              | Segunda Fase         | 18–10          | 2–8            | –                | –              | –              | –                   | –                   | –                   |
| 1993–94                  | 2              | 1.ª División   | 5              | Cuartos de final     | 19–11          | 2–3            | –                | –              | –              | –                   | –                   | –                   |
| 1994–95                  | 2              | Liga EBA       | 2              | AscensoCampeón       | 19–7           | 10–3           | –                | –              | –              | –                   | –                   | –                   |
| 1995–96                  | 1              | Liga ACB       | 14             | –                    | 16–22          | –              | –                | –              | –              | –                   | –                   | –                   |
| 1996–97                  | 1              | Liga ACB       | 12             | –                    | 17–17          | –              | –                | –              | –              | –                   | –                   | –                   |
| 1997–98                  | 1              | Liga ACB       | 10             | –                    | 15–19          | –              | –                | –              | –              | –                   | –                   | –                   |
| 1998–99                  | 1              | Liga ACB       | 14             | –                    | 13–21          | –              | –                | –              | –              | –                   | –                   | –                   |
| Canarias Telecom         |                |                |                |                      |                |                |                  |                |                |                     |                     |                     |
| 1999–00                  | 1              | Liga ACB       | 7              | Cuartos de final     | 19–15          | 0–3            | Cuartos de final | –              | –              | –                   | –                   | –                   |
| 2000–01                  | 1              | Liga ACB       | 13             | –                    | 12–22          | –              | –                | –              | –              | 3 Copa Korać        | DF                  | 1–1                 |
| 2001–02                  | 1              | Liga ACB       | 16             | –                    | 10–24          | –              | –                | –              | –              | –                   | –                   | –                   |
| AunaCable                |                |                |                |                      |                |                |                  |                |                |                     |                     |                     |
| 2002–03                  | 1              | Liga ACB       | 5              | Cuartos de final     | 21–13          | 0–3            | Cuartos de final | –              | –              | –                   | –                   | –                   |
| Auna Gran Canaria        |                |                |                |                      |                |                |                  |                |                |                     |                     |                     |
| 2003–04                  | 1              | Liga ACB       | 7              | Cuartos de final     | 17–17          | 1–3            | –                | –              | –              | 2 Copa ULEB         | OF                  | 8–4                 |
| C. B. Gran Canaria       |                |                |                |                      |                |                |                  |                |                |                     |                     |                     |
| 2004–05                  | 1              | Liga ACB       | 8              | Cuartos de final     | 19–15          | 1–3            | Cuartos de final | –              | –              | 2 Copa ULEB         | FG                  | 6–4                 |
| 2005–06                  | 1              | Liga ACB       | 5              | Cuartos de final     | 20–14          | 0–3            | Cuartos de final | –              | –              | 3 FIBA Eurocup      | FG                  | 3–3                 |
| Gran Canaria Grupo Dunas |                |                |                |                      |                |                |                  |                |                |                     |                     |                     |
| 2006–07                  | 1              | Liga ACB       | 6              | Cuartos de final     | 21–13          | 2–3            | Cuartos de final | –              | –              | 2 Copa ULEB         | OF                  | 5–7                 |
| Kalise Gran Canaria      |                |                |                |                      |                |                |                  |                |                |                     |                     |                     |
| 2007–08                  | 1              | Liga ACB       | 9              | –                    | 16–18          | –              | –                | –              | –              | 2 Copa ULEB         | L16                 | 10–4                |
| 2008–09                  | 1              | Liga ACB       | 6              | Cuartos de final     | 20–12          | 1–2            | Cuartos de final | –              | –              | 2 Eurocup           | FG                  | 4–4                 |
| Gran Canaria 2014        |                |                |                |                      |                |                |                  |                |                |                     |                     |                     |
| 2009–10                  | 1              | Liga ACB       | 8              | Cuartos de final     | 17–17          | 0–2            | –                | Supercopa      | SF             | 2 Eurocup           | CF                  | 9–5                 |
| 2010–11                  | 1              | Liga ACB       | 6              | Cuartos de final     | 21–13          | 0–2            | Cuartos de final | –              | –              | 2 Eurocup           | L16                 | 7–5                 |
| 2011–12                  | 1              | Liga Endesa    | 14             | –                    | 13–21          | –              | –                | –              | –              | 2 Eurocup           | FG                  | 4–2                 |
| Herbalife Gran Canaria   |                |                |                |                      |                |                |                  |                |                |                     |                     |                     |
| 2012–13                  | 1              | Liga Endesa    | 4              | Semifinalista        | 19–15          | 2–4            | Semifinalista    | –              | –              | –                   | –                   | –                   |
| 2013–14                  | 1              | Liga Endesa    | 5              | Cuartos de final     | 22–12          | 1–2            | Cuartos de final | –              | –              | –                   | –                   | –                   |
| 2014–15                  | 1              | Liga Endesa    | 8              | Cuartos de final     | 18–16          | 0–2            | Cuartos de final | –              | –              | 2 Eurocup           | F                   | 21–3                |
| 2015–16                  | 1              | Liga Endesa    | 5              | Cuartos de final     | 21–13          | 1–2            | Finalista        | Supercopa      | SF             | 2 Eurocup           | SF                  | 16–6                |
| 2016–17                  | 1              | Liga Endesa    | 7              | Cuartos de final     | 21-11          | 1-2            | Cuartos de final | Supercopa      | C              | 2 Eurocup           | CF                  | 11-5                |
| 2017–18                  | 1              | Liga Endesa    | 4              | Semifinalista        | 20-14          | 2-4            | Semifinalista    | Supercopa      | F              | 2 Eurocup           | CF                  | 9-9                 |
| 2018–19                  | 1              | Liga Endesa    | 12             | –                    | 14-20          | –              | –                | –              | –              | 1 Euroliga          | 14                  | 8-22                |
| 2019–20                  | 1              | Liga Endesa    | 11             | Fase final           | 11-11          | 2-3            | –                | –              | –              | –                   | –                   | –                   |
| 2020–21                  | 1              | Liga Endesa    | 8              | Cuartos de final     | 18-18          | 1-2            | –                | –              | –              | 2 Eurocup           | SF                  | 13-7                |
| C. B. Gran Canaria       |                |                |                |                      |                |                |                  |                |                |                     |                     |                     |
| 2021–22                  | 1              | Liga Endesa    | 8              | Cuartos de final     | 17-17          | 0-2            | –                | –              | –              | 2 Eurocup           | CF                  | 13-7                |
| 2022–23                  | 1              | Liga Endesa    | 7              | Cuartos de final     | 19-15          | 0-2            | Cuartos de final | –              | –              | 2 Eurocup           | C                   | 19-3                |
| Dreamland Gran Canaria   |                |                |                |                      |                |                |                  |                |                |                     |                     |                     |
| 2023–24                  | 1              | Liga Endesa    | 7              | Cuartos de final     | 20-14          | 0-2            | Cuartos de final | –              | –              | 2 Eurocup           | OF                  | 13-7                |
| 2024–25                  | 1              | Liga Endesa    | 7              | Cuartos de final     | 19-15          | 0-2            | Semifinalista    | –              | –              | 2 Eurocup           | F                   | 16–9                |
| 2025–26                  | 1              | Liga Endesa    |                |                      |                |                |                  | –              | –              | Liga de Campeones   |                     |                     |

## Palmarés

### Campeonatos oficiales
Nota: en negrita competiciones vigentes en la actualidad.
| Competición internacional | Títulos  | Subcampeonatos    |
| ------------------------- | -------- | ----------------- |
| Eurocup (1/2)             | 2022-23. | 2014-15, 2024-25. |

| Competición nacional      | Competición nacional      | Títulos           | Subcampeonatos |
| ------------------------- | ------------------------- | ----------------- | -------------- |
| Copa del Rey (0/1)        | Copa del Rey (0/1)        |                   | 2015-16.       |
| Supercopa de España (1/1) | Supercopa de España (1/1) | 2016-17.          | 2017-18.       |
| Liga EBA (1/0)            | Liga EBA (1/0)            | 1994-95.          |                |
| Primera División B (2/1)  | Primera División B (2/1)  | 1984-85, 1990-91. | 1983-84.       |

| Competición regional              | Títulos                 | Subcampeonatos          |
| --------------------------------- | ----------------------- | ----------------------- |
| Trofeo Gobierno de Canarias (4/4) | 2006, 2007, 2008, 2010. | 2002, 2005, 2009, 2011. |

### Torneos amistosos
- Copa Toyota (7): 2003, 2004, 2005, 2006, 2007, 2012, 2013[24]
- Torneo Costa Adeje Tenerife Top Training (1): 2016[25]
- Copa Isola (3): 2022, 2023, 2024[26]

### Distinciones
- Placa de Oro Real Orden del Mérito Deportivo (1): 2015[27]
- Medalla de Oro de Canarias (1): 2016[28][29]

### Premios individuales
Quinteto Ideal de la ACB
- Jaycee Carroll – 2011

MVP Final de la Eurocup
- John Shurna – 2023

Quinteto ideal de la Eurocup
- Walter Tavares – 2015
- John Shurna – 2023

Segundo quinteto ideal de la Eurocup
- James Augustine – 2010
- Kyle Kuric – 2015

Máximo anotador de la ACB
- Jaycee Carroll – 2010-11 (668 puntos. Promedio de 19,65 puntos por partido -34 partidos liga regular)
- Jaycee Carroll – 2009-10 (649 puntos. Promedio de 19,09 puntos por partido -34 partidos liga regular)
- John Morton – 1996-97 (801 puntos. Promedio de 23,56 puntos por partido -34 partidos liga regular)
- John Morton – 1995-96 (947 puntos. Promedio de 24,92 puntos por partido -38 partidos liga regular)

Máximo reboteador de la ACB
- Walter Tavares – 2014-15 (174 rebotes. Promedio de 8,06 rebotes por partido)

Máximo taponador de la ACB
- Walter Tavares – 2014-15 (60 tapones. Promedio de 1,76 tapones por partido)

MVP Supercopa Endesa
- Kyle Kuric - 2016-17

## Organigrama deportivo

### Números retirados
- 20: Jim Moran.[30]
- 11: Greg Stewart.[31]
- 7: Taph Savané.[32]

## Categorías inferiores
El club cuenta con equipos de base en todas las categorías desde preminibasket hasta el Gran Canaria "B". Estos equipos entrenan y juegan en las instalaciones del Colegio San Antonio María Claret, Colegio Iberia y en el Pabellón Insular de la Vega de San José.
El primer filial juega en la temporada 2024-25 en la tercera categoría del baloncesto español, rebautizada como Segunda FEB, a la que había ascendido en la temporada 2018-19 cuando se denominaba LEB Plata.
En la temporada 2025-26, el filial pasará a disputar sus encuentros en la Liga U, categoría con equipos sub-22.

## Equipo femenino
En 2023, el club fundó un equipo sénior femenino, para comenzar a competir en la Primera División Autonómica.